# Els Amics de les Arts
Els Amics de les Arts est un groupe musical originaire de Barcelone. Le groupe se caractérise par ses chansons folk-pop-indie avec des mélodies simples, des touches de musique électronique, des calembours et de l'ironie.

## Membres du groupe

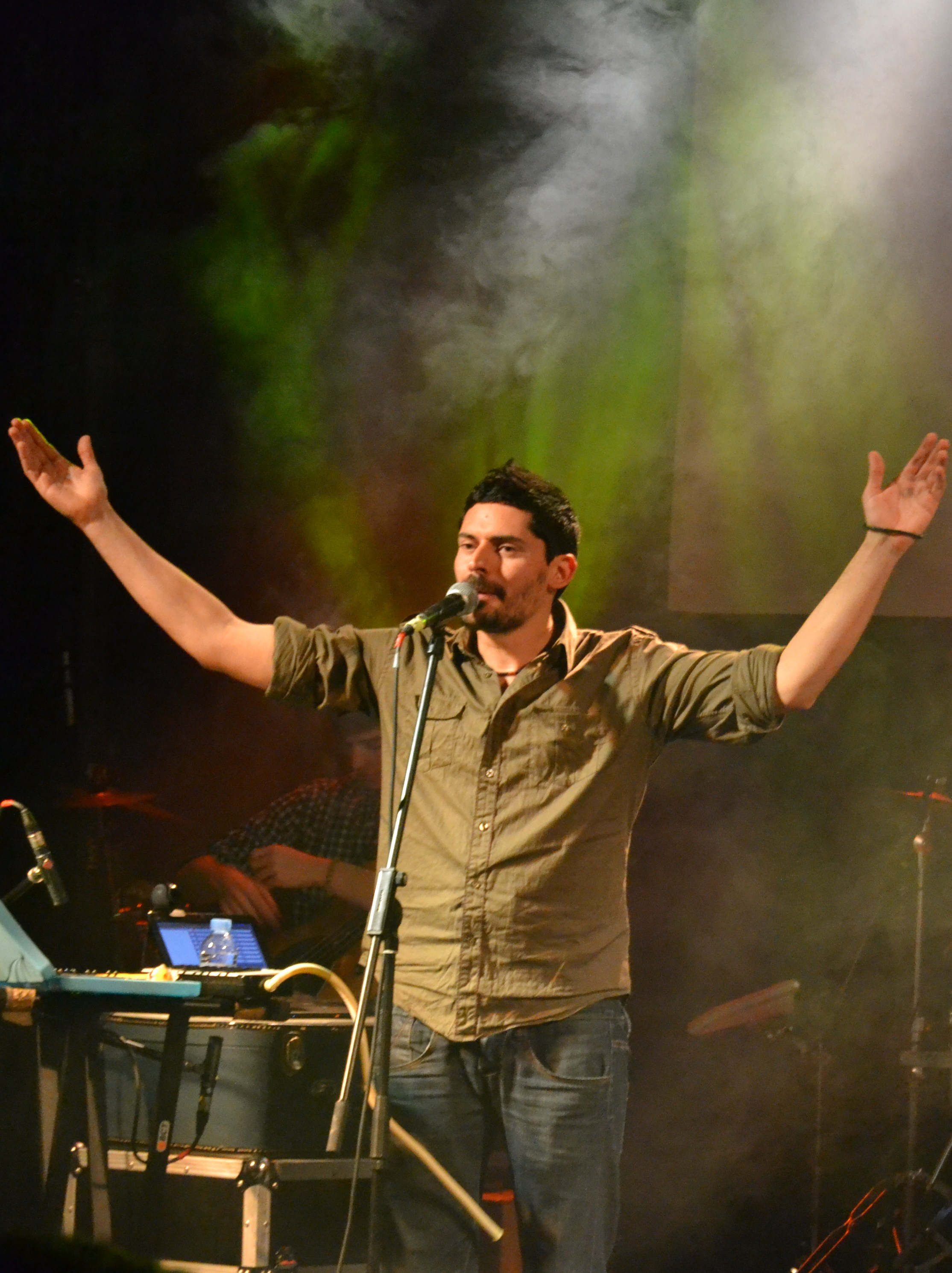
Eduard Costa Garangou.
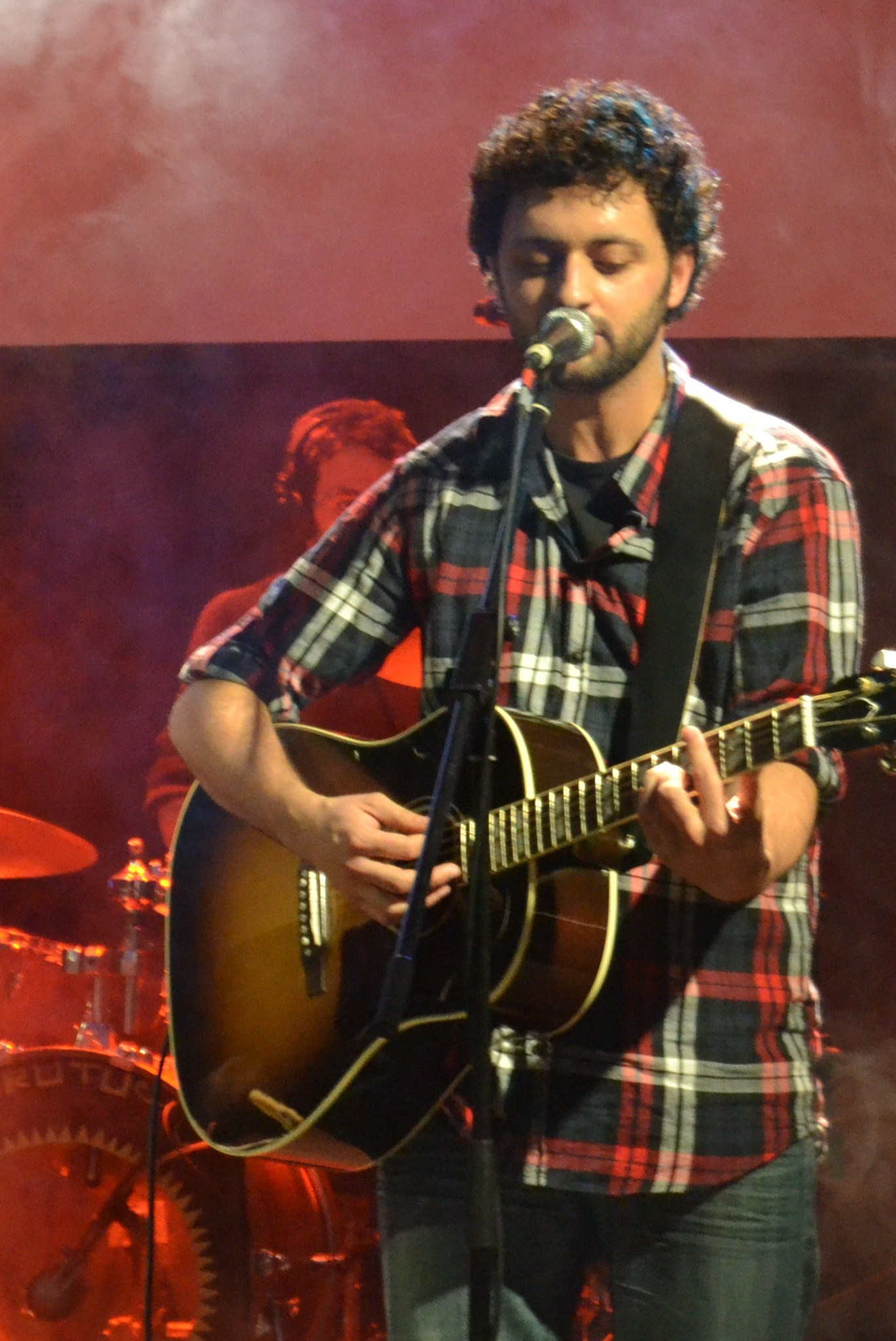
Joan Enric Barceló Fàbregas.
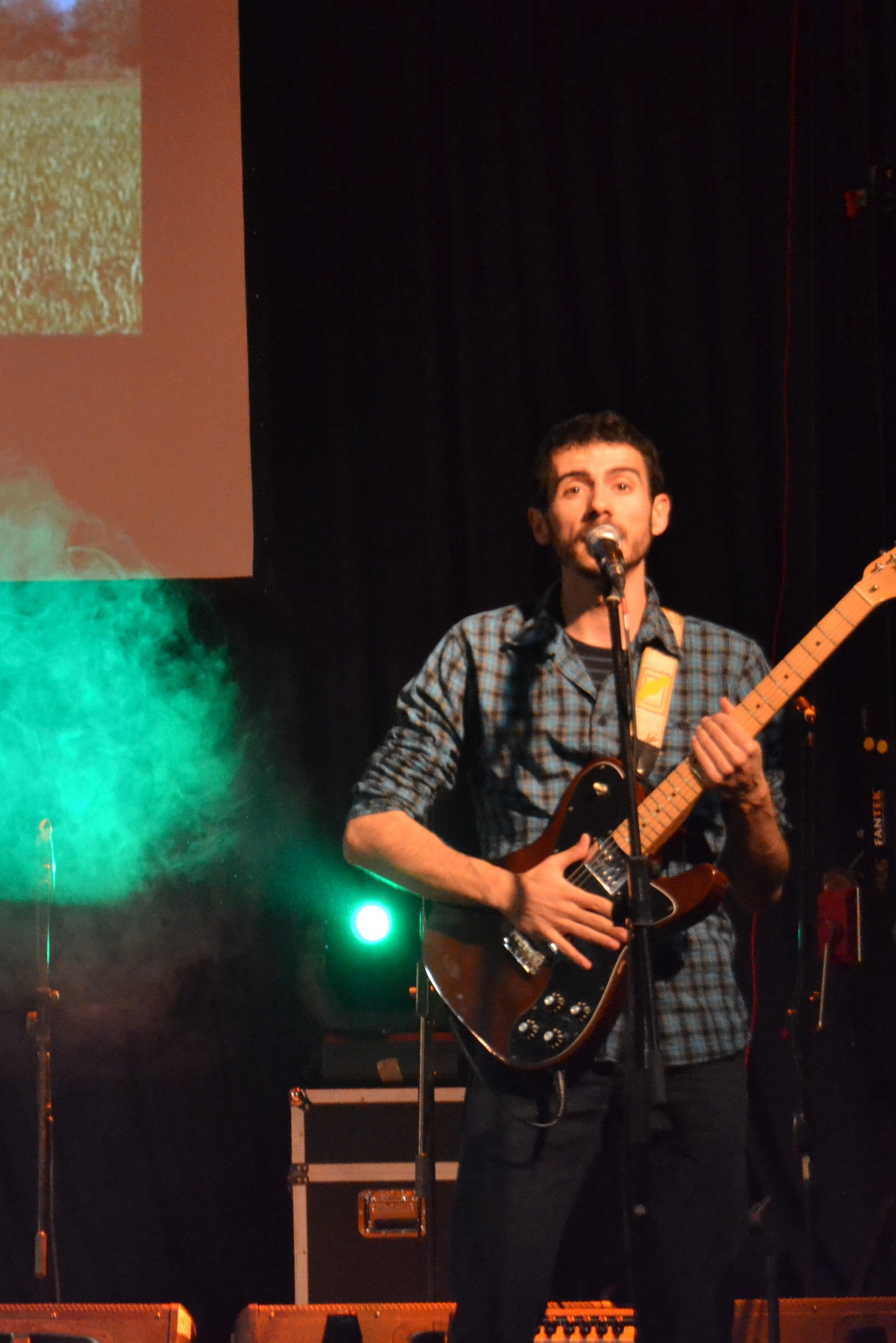
Ferran Piqué Fargas.
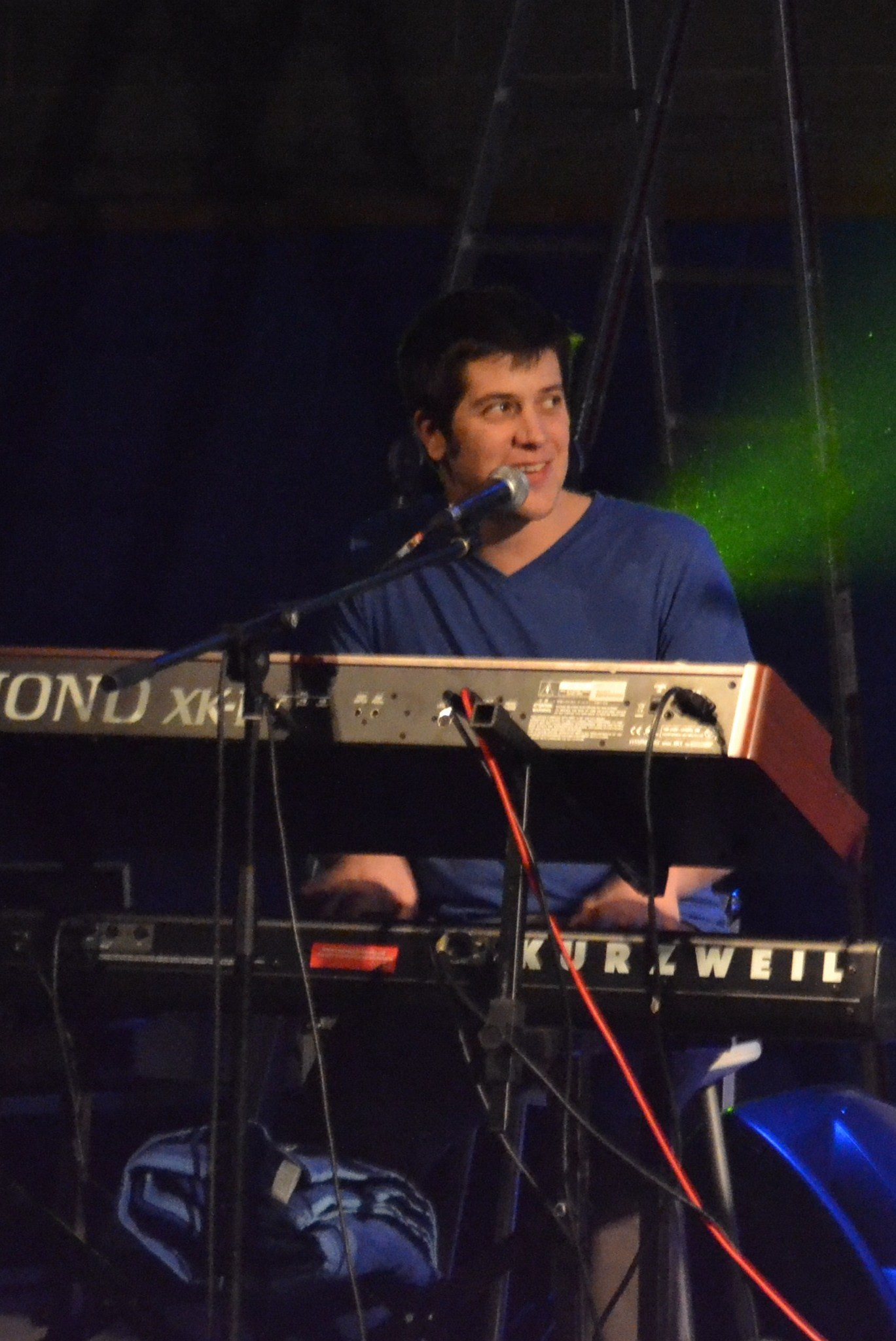
Dani Alegret Ruiz.

- Joan Enric Barceló Fàbregas (2005 - présent) : voix et guitare
- Ferran Piqué Fargas (2005 - présent) : voix, basse et guitare
- Dani Alegret Ruiz (2005 - présent) : voix et piano
- Eduard Costa Garangou (2005 - 2018)[1] : voix, kazoo, xylophone et mélodique

## Histoire
Pionniers dans la distribution de maquettes et de disques en téléchargement gratuit sur internet entre 2005 et 2008[réf. nécessaire], l’avènement  de Els Amics de les Arts a lieu à la fin de l'année 2009 avec la sortie de l’album Bed & Breakfast (Discmedi, 2009).
Leur album suivant, Espècies per catalogar (Discmedi, 2012), les place en tête sur  iTunes Espagne et directement à la quatrième place de la liste des albums les plus vendus en Espagne.
Avec plus de 250 concerts, le groupe a joué dans des  salles  et des festivals tels que le Palais de la Musique Catalane, le Coliseum Theatre, Festival de Cap Roig, Festival Grec, BAM, Festival Porta Ferrada ou Festival Acústica de Figueres. Le groupe a joué à Madrid, Bilbao, Valence, en Écosse et dans les plus grandes villes allemandes[évasif].
Le groupe a sorti  en 2012 un CD-DVD Tenim dret a fer l’animal (Discmedi) enregistré dans la salle Razzmatazz lors du dernier concert de leur tournée.

## Prix et distinctions
Leur  carrière a été récompensée  par  deux Disques d'Or, plusieurs Prix Enderrock de la Musique Catalane, le Prix Altaveu 2012 pour la meilleure tournée et le Prix UFI décerné par les labels indépendants.

## Discographie

### Albums studio
- Castafiore Cabaret (Pistatxo Records, 2008)
- Bed & Breakfast (Discmedi, 2009)
- Espècies per catalogar (Discmedi, 2012)
- Tenim dret a fer l'animal"" (CD+DVD live) (Discmedi, 2013)
- Només d'Entrar Hi Ha Sempre el Dinosaure (Discmedi, 2014)
- Un Estrany Poder (Pistatxo Produccions, 2017)

### Démos
- Catalonautes (Pistatxo Records, 2005)
- Roulotte Polar (Pistatxo Records, 2007)

### Autres albums
- Càpsules Hoi-poi [Disc de rareses] (Pistatxo Records, 2009)
- Les mans plenes (Pistatxo Records, 2009) – Coopération avec le fanzine Malalletra
- Non-non (Pistatxo Records, 2009) – Coopération avec le fanzine Malalletra'
- Submarí Pop. Tributo catalán a The Beatles (Grup Enderrock, 2010) – Compilation
- Bed & Breakfast Special Edition (Discmedi, 2010)
- 10 Anys

## Vidéos
- The city between blue and blue chanson officielle de la 15e Championnats du Monde FINA de Barcelone 2013
- Monsieur Costeau Clip officiel de son album Espècies per catalogar
- Making of Monsieur Costeau
- Microdocus. 16th European Baloon Festival Série documentaire de la tournée (1) Espècies per catalogar
- Microdocus. Cap Roig Festival Série documentaire de la tournée (2) Espècies per catalogar
- Microdocus. Grec Festival Série documentaire de la tournée (3) Espècies per catalogar
- Microdocus. Porta Ferrada Festival Série documentaire de la tournée (4) Espècies per catalogar